# Gilles de Noyers
Gilles de Noyers, né en 1522 et mort en 1566, est un moine cistercien, traducteur et grammairien français.

## Œuvres
- Proverbia gallicana[1]